# Verlag der Liebenzeller Mission
Der Verlag der Liebenzeller Mission (kurz: VLM, auch: VLM-Verlag) war das werkseigene Publikationshaus der Liebenzeller Mission.
Der Verlag wurde 1906 gegründet und veröffentlichte unter anderem Werke seiner Mitarbeiter, wie die autobiografische Trilogie Erlebnisse einer Chinamissionarin von Elisabeth Seiler. Weitere Autoren sind der Ethnologe Lothar Käser, die Theologen Helmuth Egelkraut, Thomas Eisinger, Alfred Gajan, Heinzpeter Hempelmann, Jürgen Schuster, Klaus-Dieter Mauer, Klaus W. Müller, Lienhard Pflaum, Ernst Vatter, Fritz Grünzweig, David Jaffin, Heiko Krimmer, Rainer Riesner, Elmar Spohn, Walter Tlach, Hermann Traub, George W. Peters, Peter Beyerhaus, Paul Humburg, Ernst Modersohn, Paul Murdoch, Johannes Zimmermann und die Schriftstellerin Heidi Schmidt.
In den 1980er Jahren begann der Verlag unter dem Label VLM Kinderhörspiele, Musikproduktionen mit Thomas Eger und Brigitte Herbster sowie Live-Mitschnitte von Vorträgen einflussreicher protestantischer Prediger und Evangelisten wie Wilhelm Busch herauszugeben. Insbesondere wurden Elisabeth und Hans-Gerhard Hammer mit ihrem Brettheimer Kinderchor durch zahlreiche erfolgreiche Kindermusicals bekannt.
Langjähriger Verlagsleiter war Arthur Klenk. 1991 wurde der Verlag an den damaligen Johannis-Verlag in Lahr/Schwarzwald verkauft und dort unter dem eigenständigen Label Edition VLM weitergeführt. Heute ist am Standort Bad Liebenzell mit der Buchhandlung der Liebenzeller Mission (seit Februar 2024 Teil der Alpha Buchhandlung) eine der größten christlichen Buchhandlungen Deutschlands vertreten.

## Diskografie
| Nummer | Nummer  | Titel | Mitwirkende                                                                                | Jahr     | Anmerkungen |
| Format | Artikel | Titel | Mitwirkende                                                                                | Jahr     | Anmerkungen |
| MC     | Artikel | Titel | Mitwirkende                                                                                | Jahr     | Anmerkungen |
| ------ | ------- | --- | ------------------------------------------------------------------------------------------ | -------- | --- |
| 11     | 001     | Die Schlange auf dem Wege Lieder und spannende Geschichten für Jungen und Mädchen                                                                    | ?                                                                                          | 1978     | |
| 11     | 002     | In Fern-Ost erlebt Lieder und spannende Geschichten für Jungen und Mädchen                                                                           | Gwenda R. Stewart (Buchvorlage)                                                            | 1978     | |
| 11     | 004     | Die letzte Fahrt der Chen Ein spannendes Hörspiel für Jungen und Mädchen                                                                             | ?                                                                                          | 1980     | |
| 11     | 005     | Abenteuer am Aprilfluss Ein spannendes Hörspiel für Jungen und Mädchen                                                                               | ?                                                                                          | 1980 (?) | |
| 11     | 006     | Sie kam aus dem Slums von Kalkutta Ein spannendes Hörspiel für Jungen und Mädchen                                                                    | Gladys Moon Cook (Buchvorlage); Anneliese Bungeroth (Hörspieladaption)                     | 1980 (?) | |
| 11     | 007     | Freund der Araber Ein Hörspiel für Jungen und Mädchen nach einer wahren Begebenheit                                                                  | Stefan Ark Nitsche (Hörspieladaption)                                                      | 1982     | |
| 11     | 008     | Aufbruch in eine neue Welt Ein Hörspiel und Lieder für Mädchen und Jungen                                                                            | Arne Bengtsson (Buchvorlage); Stefan Ark Nitsche (Hörspieladaption)                        | 1982 (?) | |
| 11     | 009     | Der Hühnerdieb • Der Aufstand Abenteuer mit Ai Lin und ihren Freunden • Folge 1 Zwei Hörspiele mit Liedern für Jungen und Mädchen                    | Stefan Ark Nitsche (Hörspiel)                                                              | 1982     | |
| 11     | 010     | Die Rache des Hühnerdiebs Abenteuer mit Ai Lin und ihren Freunden • Folge 2* Ein Hörspiel für Mädchen und Jungen                                     | Stefan Ark Nitsche (Hörspiel)                                                              | 1983     | * Untertitel bei Initialveröffentlichung „Neue Abenteuer mit Ai Lin und ihren Freunden“ sowie ohne Folgennummerierung       |
| 11     | 011     | Kampf um Samuel Zwischen Tambaramkult und Gott Ein Hörspiel nach einer wahren Begebenheit in Papua-Neuguinea                                         | Stefan Ark Nitsche (Hörspiel)                                                              | 1983     | In späterer Nachauflage auch unter dem Titel Samuel darf nicht sterben erschienen                                           |
| 11     | 012     | Sturm über Bogo Abenteuer in Afrika Ein Hörspiel für Jungen und Mädchen                                                                              | Stefan Ark Nitsche (Hörspiel)                                                              | 1983 (?) | |
| 11     | 013     | Absturz in der Wüste Ein Abenteuer in Arabien Ein Hörspiel für Jungen und Mädchen                                                                    | Stefan Ark Nitsche (Hörspiel)                                                              | 1984     | |
| 11     | 014     | Evis Abenteuer in einem geheimnisvollen Land Eine fantastische Geschichte Hörspiel für Mädchen und Jungen                                            | Stefan Ark Nitsche (Hörspiel)                                                              | 1984     | |
| 11     | 015     | In Philippi gefangen Abenteuer im galiläischen Bergland Singspiel und Hörspiel für Jungen und Mädchen                                                | Jugendchor „Sing mit!“ (Hörspiel); Hans-Günter Hammer (Text und Musik)                     | 1984     | |
| 11     | 016     | Begegnung in der Nacht Die Erlebnisse des Johannes Markus in Jerusalem zur Zeit des Statthalters Pontius Pilatus Ein Hörspiel für Jungen und Mädchen | Stefan Ark Nitsche (Hörspiel)                                                              | 1984     | |
| 11     | 017     | Das Weihnachtsgeschenk Ein spannendes Hörspiel für Mädchen und Jungen                                                                                | Stefan Ark Nitsche (Hörspiel)                                                              | 1984     | |
| 11     | 018     | Abenteuer mit Gott Ein spannendes Hörspiel für Jungen und Mädchen über den Chinamissionar Hudson Taylor                                              | Stefan Ark Nitsche (Hörspiel); Howard Taylor (Buchvorlage); Geraldine Taylor (Buchvorlage) | 1984     | Hörspiel nach dem Buch Hudson Taylor – Abenteuer mit Gott                                                                   |
| 11     | 019     | Das Feuer Abenteuer mit Ai Lin und ihren Freunden • Folge 3                                                                                          | Tine Eschertshuber (Hörspiel); Jimmy Eschertshuber (Hörspiel)                              | 1985 (?) | In Kooperation mit der Überseeischen Missionsgemeinschaft Mücke erschienen                                                  |
| 11     | 020     | Weihnachten ohne Vati Hör- und Singspiel | Brettheimer Kinderchor „Sing mit!“                                                         | 1986 (?) | |
| 11     | 021     | Die Flucht Abenteuer in der Bibel Ein Hörspiel für Jungen und Mädchen                                                                                | Stefan Ark Nitsche (Hörspiel)                                                              | 1986 (?) | |
| 11     | 022     | Feinde in der Stadt 1 Ein spannendes Hörspiel und Lieder für Jungen und Mädchen                                                                      | Stefan Ark Nitsche (Hörspiel)                                                              | 1987 (?) | |
| 11     | 023     | Feinde in der Stadt 2 Ein spannendes Hörspiel und Lieder für Jungen und Mädchen                                                                      | Stefan Ark Nitsche (Hörspiel)                                                              | 1987 (?) | |
| 11     | 024     | 3000 Meilen durch den Dschungel Abenteuer des Missionars und Afrikaentdeckers David Livingstone Ein spannendes Hörspiel und Lieder                   | Stefan Ark Nitsche (Hörspiel)                                                              | 1990 (?) | |
| 11     | 025     | Friedens-Kind Ein spannendes Hörspiel für Mädchen und Jungen                                                                                         | Helene Bachmann (Hörspiel); Don Richardson (Buchvorlage)                                   | 1990     | |
| 11     | 026     | Geheimnisvolle Höhlen Ein spannendes Hörspiel für Mädchen und Jungen                                                                                 | Esther Secretan-Blum (Hörspiel); Susanne Reichel (Buchvorlage)                             | 1992 (?) | |
| 11     | 027     | Mit Noah auf großer Fahrt Geschichten aus der Arche Hör- und Singspiel                                                                               | Karin Kuretschka; Martin Kamprad                                                           | 1993 (?) | |
| 11     | 028     | Im Stall von Bethlehem Was die Tiere in der Heiligen Nacht erlebten                                                                                  | Karin Kuretschka (Hörspiel)                                                                | 1993 (?) | |
| 11     | 029     | In Babel ist viel los Hörspiel von Karin Kuretschka                                                                                                  | Karin Kuretschka (Hörspiel)                                                                | 1993 (?) | |
| 11     | 030     | Sabine und der Regenbogen Sabine und … • Folge 1 | Malte Rhinow (Hörspiel) Stefan Ark Nitsche (Konzept)                                       | 1988 (?) | |
| 11     | 031     | Sabine und der Anfang der Welt Sabine und … • Folge 2                                                                                                | Stefan Ark Nitsche (Konzept und Hörspiel)                                                  | 1989 (?) | |
| 11     | 032     | Sabine und der barmherzige Samariter Sabine und … • Folge 3                                                                                          | Karin Eschertshuber (Hörspiel) Stefan Ark Nitsche (Konzept)                                | 1989     | |
| 11     | 032     | Musiktitel: Herzen, die kalt sind | Karin Eschertshuber (Hörspiel) Stefan Ark Nitsche (Konzept)                                | 1989     | |
| 11     | 033     | Sabine und die Taufe des Afrikaners Sabine und … • Folge 4                                                                                           | Stefan Ark Nitsche (Konzept und Hörspiel)                                                  | 1990 (?) | |
| 11     | 034     | Sabine und der Sturm auf dem Wasser Sabine und … • Folge 5                                                                                           | Rolf Makatowski (Hörspiel) Stefan Ark Nitsche (Hörspiel)                                   | 1991 (?) | |
| 11     | 035     | Sabine und der Sternenhimmel Sabine und … • Folge 6                                                                                                  | Rolf Makatowski (Hörspiel) Stefan Ark Nitsche (Hörspiel)                                   | 1991 (?) | |
| 11     | 036     | Sabine und der Mann auf dem Baum Oder: Die Sache mit dem ersten Schritt Sabine und … • Folge 7                                                       | Rolf Makatowski (Hörspiel) Stefan Ark Nitsche (Hörspiel)                                   | 1994 (?) | |
| 11     | 050     | Der verschwundene Bach Ein Kriminalhörspiel für Kinder                                                                                               | Stefan Ark Nitsche (Hörspiel)                                                              | 1994     | |
| 11     | 051     | Hey Jona, wo steckst du? Hörspiel von Karin Kuretschka                                                                                               | Karin Kuretschka (Hörspiel)                                                                | 1995     | |
| 11     | 052     | Entscheidung im Internat | Gladys Moon Cook (Buchvorlage)                                                             | 1995     | |
| 11     | 053     | Die Nacht der Buschmesser Ein Abenteuer aus der Mission als spannendes Hörspiel für Jungen und Mädchen                                               | Hugh Steven (Buchvorlage); Rudolf-W. Marnitz (Hörspieladaption)                            | 1995 (?) | Hörspiel nach dem Buch Die Nacht der Buschmesser – und andere Berichte von Abenteuern aus der Mission                       |
| 11     | 054     | Hurra, bald ist Weihnachten Hörspiele für Kinder | ?                                                                                          | 1995 (?) | |
| 11     | 058     | Zwei auf der Flucht Ein amerikanisches Abenteuer • Folge 1 Hörspiel für Kinder                                                                       | Lee Roddy (Buchvorlage); Rudolf-W. Marnitz (Hörspieladaption)                              | 1996 (?) | |
| 11     | 059     | - | -                                                                                          | -        | Katalognummer belegt durch Paket-Angebot von drei Tonkassetten: Ich freue mich auf Weihnachten / Der verschwundene Bach / ? |
| 11     | 060     | Der Fallensteller und seine Tricks Ein amerikanisches Abenteuer • Folge 2 Hörspiel für Kinder                                                        | Lee Roddy (Buchvorlage); Rudolf-W. Marnitz (Hörspieladaption)                              | 1996 (?) | |
| 11     | 061     | Der Überfall • Der Kampf mit der Schlange Zwei spannende Hörspiele aus China und Papua-Neuguinea                                                     | ?                                                                                          | 1999     | |
| 11     | 062     | Keiner fälscht wie Rainer Hörspiel von Heidi Schmidt                                                                                                 | Heidi Schmidt (Buchvorlage, Hörspieladaption)                                              | ?        | |
| 11     | 063     | (K)eine Chance für Korwitt Hörspiel von Heidi Schmidt                                                                                                | Heidi Schmidt (Buchvorlage, Hörspieladaption)                                              | 2001     | Hörspiel nach dem Buch Warum nur Onkel Sigi?                                                                                |
| 11     | 064     | - | -                                                                                          | -        | Katalognummer belegt durch Paket-Angebot von drei Tonkassetten: Der Überfall; Der Kampf mit der Schlange / Friedenskind / ? |

| Nummer | Nummer  | Titel                                                                             | Interpret | Jahr | Anmerkungen |
| Format | Artikel | Titel                                                                             | Interpret | Jahr | Anmerkungen |
| MC     | Artikel | Titel                                                                             | Interpret | Jahr | Anmerkungen |
| ------ | ------- | --------------------------------------------------------------------------------- | --------- | ---- | ----------- |
| 12     | 002     | Auf Gott verlassen – nicht verlassen Kindermissionsfest in Bad Liebenzell         | ?         | 1982 |             |
| 12     | 003     | Im Hafen vermisst Geschichten und Lieder vom Kindermissionsfest in Bad Liebenzell | ?         | 1983 |             |

| Nummer | Nummer  | Titel | Interpret                                                                      | Jahr     | Anmerkungen |
| Format | Artikel | Titel | Interpret                                                                      | Jahr     | Anmerkungen |
| MC     | Artikel | Titel | Interpret                                                                      | Jahr     | Anmerkungen |
| ------ | ------- | --- | ------------------------------------------------------------------------------ | -------- | --- |
| 16     | 010     | Freunde, es ist jetzt höchste Zeit Neue Lieder für Kinder | Brettheimer Kinderchor* unter der Leitung von Hans-Gerhard Hammer              | 1985 (?) | * Bezeichnung bei Initialveröffentlichung: „Brettheimer Kinderchor ‚Sing mit!‘“; In Koproduktion mit ERF-Verlag unter identischer MC-Nr. erschienen.                           |
| 16     | 011     | Wie die Sonne, so hell | Brettheimer Kinderchor unter der Leitung von Elisabeth und Hans-Gerhard Hammer | 1990 (?) | |
| 16     | 011     | [1] Wie die Sonne, so hell • [2] Viele Schritte, manche Wege • [3] Freude über Freude • [4] Und ich geh den Weg zu Ende • [5] Preis und Lob und Ehre • [6] Es gibt nur einen Gott • [7] Die Gabe Gottes • [8] Der eine sagt es lauter • [9] Es war ein Hirte • [10] Die Liebe des Vaters ist reicher • [11] Komm, wirf dein Sorgen • [12] Einmal ja, einmal nein • [13] Hört das Singen, hört das Klingen • [14] Ob Tag, ob Nacht • [15] Hände hab ich um zu geben • [16] Gehet hin in alle Welt • [17] Wann wird das sein | Brettheimer Kinderchor unter der Leitung von Elisabeth und Hans-Gerhard Hammer | 1990 (?) | |
| 16     | 012     | Steig um, steig ein ... | Brettheimer Kinderchor unter der Leitung von Elisabeth und Hans-Gerhard Hammer | 1990     | |
| 16     | 012     | [1] Ich habe Freude in dem Herrn • [2] Singet, preiset • [3] Gott hat meinen Mund • [4] Steig um, steig ein! • [5] Jesus Christus spricht • [6] Und dort in der Ferne • [7] Jetzt und gleich im Augenblick • [8] Alles, was wir haben • [9] Keinem von uns ist Gott fern • [10] Weißt du, wieviel Sternlein stehen • [11] Wie das Wasser • [12] Kommt und lasst uns fröhlich singen • [13] Lobet Gott • [14] Ich will dem Herrn singen                                                                                     | Brettheimer Kinderchor unter der Leitung von Elisabeth und Hans-Gerhard Hammer | 1990     | |
| 16     | 013     | Nehemia baut die Stadt – Der Untergang Jerichos 2 Singspiele für Kinder ab 4 Jahren | Brettheimer Kinderchor                                                         | 1992     | In Koproduktion mit ERF-Verlag, dort unter MC-Nr. 13.086, erschienen |
| 16     | 014     | Von der Wüste bis zum Meer | Brettheimer Kinderchor                                                         | 19??     | In Koproduktion mit ERF-Verlag, dort unter MC-Nr. 13.092 sowie CD-Nr. 83.092, erschienen                                                                                       |
|        |         | |                                                                                |          | |
| 16     | 017     | Brettheimers Beste Das Beste aus 10 Jahren Brettheimer Kinderchor 100% Musik mit 100% Geschmack | Brettheimer Kinderchor                                                         | 1997     | Kompilationsalbum aus Zweitverwertungstiteln vorangegangener Veröffentlichungen; In Koproduktion mit ERF-Verlag (MC-Nr. 13.146) und Hänssler Music (MC-Nr. 96.800) erschienen. |

| Nummer | Nummer | Nummer  | Titel | Mitwirkende | Jahr     | Anmerkungen                                                                                           |
| Format | Format | Artikel | Titel | Mitwirkende | Jahr     | Anmerkungen                                                                                           |
| LP | MC | Artikel | Titel | Mitwirkende | Jahr     | Anmerkungen                                                                                           |
| --- | --- | ------- | --- | --- | -------- | --- |
| 40 | | 01      | Jesus ist immer da! | Gitarrenchor Zollern-Alb unter der Leitung von Wilfried Sauter                                                         | 1977 (?) | Katalognummer bei Auslieferung Jugend für Christus: LP-Nr. 1015, später Hänssler Music: LP-Nr. 92.115 |
| 40 | [1] Jesus Christus lebet heute • [2] Liebevoll wacht Jesus über dir • [3] Jesus sieht dich anders • [4] Jede Stunde, jeden Tag • [5] Vergiss nicht zu danken [aus Single-Nr. 022] • [6] Jesus ist immer da • [7] Gott lügt nicht • [8] Alles hat er mir erlassen • [9] Kurz nur ist die Zeit [aus Single-Nr. 022] • [10] Wir greifen nicht nach Sternen • [11] Scheint es im Haus des Vaters • [12] Seine Güte und Gnade (Ohne Weg, ohne Licht, ohne Hilfe) | 01      | | Gitarrenchor Zollern-Alb unter der Leitung von Wilfried Sauter                                                         | 1977 (?) | Katalognummer bei Auslieferung Jugend für Christus: LP-Nr. 1015, später Hänssler Music: LP-Nr. 92.115 |
| 40 | 25.5 | 02      | Wir sind so froh, dass Jesus uns liebt | Gitarrenchor Zollern-Alb unter der Leitung von Wilfried Sauter                                                         | 1977 (?) | Katalognummer bei Auslieferung Hänssler Music: LP-Nr. 99.108                                          |
| 40 | 25.5 | 02      | [1] Wir sind so froh, dass Jesus uns liebt • [2] Herrliche Stunden • [3] Du musst dich entscheiden • [4] Eherne Türen zerbrechet • [5] Danke, Herr Jesus • [6] Geh, Abraham, geh • [7] Wir rufen die Menschen • [8] Einmal lebten wir • [9] Du wärst gern ein Christ • [10] Ich wandle in dem Licht mit Jesus • [11] Seit ich ging, um dich zu suchen • [12] Herr, ich danke dir | Gitarrenchor Zollern-Alb unter der Leitung von Wilfried Sauter                                                         | 1977 (?) | Katalognummer bei Auslieferung Hänssler Music: LP-Nr. 99.108                                          |
| 40 | 24.4 | 03      | Er ist wie die Sonne Der Eben-Ezer-Chor St. Georgen singt und musiziert | Eben-Ezer-Chor St. Georgen Chor der Landeskirchlichen Gemeinschaft Eben-Ezer, Sankt Georgen, Schwarzwald               | 1978 (?) | |
| 40 | 24.4 | 03      | [1] O welch ein herrlicher, herrlicher Tag • [2] Ganz für Jesus, ganz für Jesus • [3] Großer Gott, wir loben dich • [4] O ich stehe beglückt vor dem Heiland • [5] Jesus, du meine Sonne • [6] Jesus Christus kennt dich • [7] In das Meer der Gnade • [8] O die tiefe Liebe Jesu • [9] Mein Jesus, ich liebe dich • [10] Preist unsern Herrn • [11] Ich weiß nicht, warum • [12] Jesus lebt in mir • [13] Alles geht einmal vorüber • [14] So nimm denn meine Hände                                                     | Eben-Ezer-Chor St. Georgen Chor der Landeskirchlichen Gemeinschaft Eben-Ezer, Sankt Georgen, Schwarzwald               | 1978 (?) | |
| 40 | 24.4 | 04      | Gott finden ist Leben | Brettheimer Kinderchor* unter der Leitung von Elisabeth und Hans-Gerhard Hammer                                        | 1981 (?) | * Bezeichnung bei Initielveröffentlichung: „Jugendchor ‚Sing mit!‘“                                   |
| 40 | 24.4 | 04      | [1] Gott finden ist Leben • [2] Sing, sing, voller Freude sing • [3] Ich war arm, aber Jesus macht mich reich • [4] Siehst du da den alten Mann • [5] Alles haben wir in Jesus • [6] Kinder der Liebe • [7] Jesus heißt uns leuchten • [8] Meinst du wirklich, es genügt • [9] Die Antwort, mein Freund • [10] Du brauchst nen Freund • [11] Weise mir, Herr, deinen Weg • [12] Singt und tanzt und jubelt • [13] Soon And Very Soon • [14] Geh, Abraham, geh • [15] Suchet mich, so werdet ihr leben (Elisabeth Hammer) | Brettheimer Kinderchor* unter der Leitung von Elisabeth und Hans-Gerhard Hammer                                        | 1981 (?) | * Bezeichnung bei Initielveröffentlichung: „Jugendchor ‚Sing mit!‘“                                   |
| | 25.5 | 04      | Vorfahrt | Doris Henßler & Gudrun Schmid; Bernd Wetzel (Sprecher)                                                                 | 19??     | |
| [1] Jesus, du bist meine Freude • [2] Selig sind, die das Wort hören und bewahren • [3] Ansprache von Bernd Wetzel • [4] Gott ruft mir zu • [5] Ihr habt mich nicht erwählt • [6] Ansprache von Bernd Wetzel • [7] Vivit (Er lebt) • [8] Mein Leben soll ein Spiegel sein • [9] Wirf dein Vertrauen nicht weg • [10] Herr, lass mich mir dir reden • [11] Ansprache von Bernd Wetzel • [12] Gib doch Gott die Vorfahrt in deinem Leben • [13] Sei stille dem Herrn • [14] Ansprache von Bernd Wetzel • [15] Ich erkenne, dass du alles vermagst • [16] Ist etwa der Arm des Herrn zu kurz                                             | 25.5 | 04      | | Doris Henßler & Gudrun Schmid; Bernd Wetzel (Sprecher)                                                                 | 19??     | |
| 40 | | 05      | Jesus, du bist treu | Schwesternchor der Liebenzeller Mission; Brüderchor der Liebenzeller Mission; Gemischter Chor der Liebenzeller Mission | 1983 (?) | |
| 40 | [1] Bleibet in mir und ich in euch • [2] Herr, du kamst auf diese Welt • [3] Nun gehören unsre Herzen • [4] Und Jesus trat zu ihnen • [5] Sag nicht nein • [6] Denn ich bin gewiss • [7] Mach du unsre Hände zum Segen • [8] Lobt ihn schon am Morgen • [9] Geborgen, Herr, bin ich in dir • [10] Wer unter dem Schirm des Höchsten sitzet • [11] Wer kann Menschen besser helfen • [12] Glücklich sind die Menschen | 05      | | Schwesternchor der Liebenzeller Mission; Brüderchor der Liebenzeller Mission; Gemischter Chor der Liebenzeller Mission | 1983 (?) | |
| | 25.5 | 05      | Gottes Güte – unsere Chance | Brigitte Herbster Bernd Wetzel (Sprecher) 1 Elisabeth Häfele                                                           | 19??     | |
| Musiktitel: Herr, wir wissen, dass du lebst • Brauchst du Kraft, bei ihm ist Stärke • Wie der Töpfer nimmt den Ton • Geh mit Jesus durch dein Leben • Gottes Güte ist unsere Chance • Jesus Christus kennt dich • Es steht in dein Macht, Gott los zu lassen (Und du gleichst dem kleinen Kinde) • Bist du bereit, wenn Christus erscheint? | 25.5 | 05      | | Brigitte Herbster Bernd Wetzel (Sprecher) 1 Elisabeth Häfele                                                           | 19??     | |
| 40 | | 06      | Der Vater kommt uns entgegen | Brigitte Herbster 1 Elisabeth Häfele                                                                                   | 1982     | MC-Ausgabe erschienen unter MC-Nr. 25.509                                                             |
| 40 | [1] Der Vater kommt uns entgegen • [2] Wende den Blick zu Jesus (Vor Sorgen, Sünden, Leid und Schmerzen) • [3] Gott hat die Zeit geschaffen (Zeit ist Gnade) • [4] Oft hab ich Angst vor der Zukunft • [5] Scheint mir das Leben (Die Nachtigall) • [6] In deiner Treue hast du uns begleitet (In deiner Treue) • [7] So wie Jesus Christus • [8] Jesus, dich will ich ehren • [9] Jesus ruft (Jesus ruft! Er ruft aus den Zwängen) • [10] Jesus, hier bin ich (Jesus, hier bin ich, sende mich) • [11] Herr, wenn ich ganz unten bin • [12] Ungewiss lebst du ins Morgen hinein • [13] Wenn Jesu Gnade nicht wär | 06      | | Brigitte Herbster 1 Elisabeth Häfele                                                                                   | 1982     | MC-Ausgabe erschienen unter MC-Nr. 25.509                                                             |
| | 25.5 | 06      | Gib mir Ruhe, Herr | Brigitte Herbster Bernd Wetzel (Sprecher) 1 Elisabeth Häfele                                                           | 1981     | |
| [1] Straße der Ewigkeit • [2] Nimmst du mich noch einmal an? • [3] Herr, ich lebte fern von dir • [4] Jesus, Gottes Sohn / Wer bin ich? • [5] Du hast dich uns zugewandt • [6] Ich komme zu dir, Herr • [7] Wenn mich das Wort vom Kreuze trifft • [8] Gib mir Ruhe, Herr • [9] Heute, so ihr seine Stimme hört • [10] Sag nicht nein, Gott ruft auch dich (Sag nicht nein) | 25.5 | 06      | | Brigitte Herbster Bernd Wetzel (Sprecher) 1 Elisabeth Häfele                                                           | 1981     | |
| | 25.5 | 07      | Geborgen, Herr, bin ich in dir | Gitarrenchor der Pforzheimer Stadtmission (?)                                                                          | 1982 (?) | |
| | 25.5 | 08      | Mit Jesus leben jeden neuen Tag | Gitarrenchor Zollern-Alb unter der Leitung von Wilfried Sauter                                                         | 1982 (?) | |
| [1] Mit Jesus leben jeden neuen Tag • [2] Gib dem Herrn Gelegenheit • [3] Durch manche Länderstrecke • [4] Jeden neuen Morgen • [5] Ho trovato • [6] Dieses kleine Lied sing ich aus Freude • [7] Herr, wir danken, dass du uns führst • [8] Ich kann die Tage nicht mehr zählen • [9] Weißt du, was vor dir liegt • [10] Seit Gott diese Erde schuf • [11] Heute hörst du Gottes Wort | 25.5 | 08      | | Gitarrenchor Zollern-Alb unter der Leitung von Wilfried Sauter                                                         | 1982 (?) | |
| | 25.5 | 09      | Der Vater kommt uns entgegen | Brigitte Herbster 1 Elisabeth Häfele                                                                                   | 1982     | LP-Ausgabe erschienen unter LP-Nr. 4006                                                               |
| | 25.5 | 10      | Vater, lass dir danke sagen | Jugendchor „Sing mit!“ unter der Leitung von Hans-Gerhard Hammer                                                       | 1982     | |
| [1] Ich bin ein kleiner Christ • [2] Sing mit, lobe den Herrn • [3] Als es Abend war (Abendmahl) • [4] Wohin • [5] Gott braucht Leute • [6] Ich bin bei euch • [7] Abend wird es wieder • [8] Halleluja • [9] Vater, lass dir danke sagen • [10] Herr, deine Gnade • [11] Folge mir nach • [12] Gott finden ist Leben • [13] Gott lädt uns ein • [14] Gehet hin | 25.5 | 10      | | Jugendchor „Sing mit!“ unter der Leitung von Hans-Gerhard Hammer                                                       | 1982     | |
| | 25.5 | 11      | Jesus ist unser Freund | Jugendchor „Sing mit!“ unter der Leitung von Hans-Gerhard Hammer                                                       | 1983     | |
| [1] Singet dem Herrn ein neues Lied • [2] Wir kennen einen • [3] Vom Aufgang der Sonne • [4] Er ist da • [5] Einmal ein Ja • [6] Beten ist Reden mit Gott • [7] Lass mich an dich glauben • [8] Nieder geht die Sonne • [9] Links, rechts, geradeaus • [10] Ihr seid das Licht der Welt • [11] Mond und Sterne • [12] Selig sind, die Frieden stiften • [13] Reicht euch die Hände • [14] Ein Junge im Judäaland • [15] Wir sind noch kleine Leut • [16] Heute will dich Jesus fragen • [17] Es wird nicht dunkel bleiben | 25.5 | 11      | | Jugendchor „Sing mit!“ unter der Leitung von Hans-Gerhard Hammer                                                       | 1983     | |
| | 25.5 | 12      | In Gottes Hand | Brigitte Herbster | 1983     | |
| [1] Zünde an dein Feuer • [2] Wir warten schon so lang • [3] Wenn unser Glaube • [4] Hier in Gottes Hand • [5] Herr, du bist die Liebe • [6] Liegt dein Lebensweg • [7] Keine Zeit • [8] Mach du unsre Hände • [9] Jesus, dir nach • [10] Herr, du hast alles • [11] Freunde, wir sind • [12] Wer mit Gott lebt • [13] Hörst du den Ruf • [14] Es ist spät geworden | 25.5 | 12      | | Brigitte Herbster | 1983     | |
| | 25.5 | 13      | Preiset mit uns den Herrn | Gitarrenchor der Pforzheimer Stadtmission                                                                              | 1988 (?) | In Koproduktion mit der Buchhandlung der Pforzheimer Stadtmission erschienen.                         |
| ? | 25.5 | 13      | | Gitarrenchor der Pforzheimer Stadtmission                                                                              | 1988 (?) | In Koproduktion mit der Buchhandlung der Pforzheimer Stadtmission erschienen.                         |
| | 25.5 | 14      | Wasser in der Wüste | Brigitte Herbster | 1987     | |
| [1] Bist du da, Gott? • [2] Jesus genügt • [3] Herr, du bist das Brot des Lebens • [4] Ich bin der Herr, der Herr, dein Gott • [5] Was wir so fest in Händen halten • [6] Wie sag ich dir Dank • [7] Stern, auf den ich schaue • [8] Herr, meinen Weg will ich gehn • [9] Sie banden Jesu Hände • [10] Lass mich immer stille halten (Wie der Töpfer nimmt den Ton) • [11] Lass mir das Ziel vor Augen bleiben • [12] Wer das Wasser in der Wüste kennt • [13] In dem Land der Selgen • [14] Hab keine Angst | 25.5 | 14      | | Brigitte Herbster | 1987     | |
| | 25.5 | 15      | Keine Selbstverständlichkeiten | Zollernalbchor | 1988 (?) | |
| ? | 25.5 | 15      | | Zollernalbchor | 1988 (?) | |
| | 25.5 | 16      | Ich weiß mich geborgen | Elisabeth Hammer | 1988 (?) | |
| [1] Lobt und preiset • [2] Im Glauben zu träumen • [3] Eine Blume stand • [4] Die Freude ist mein Lied • [5] Manchmal gibt es Stunden • [6] Herzen, die kalt sind • [7] Ich weiß mich geborgen • [8] Farbe kommt in dein Leben • [9] Hilflos ging ich • [10] Gut und sicher kann ich bleiben • [11] Freude über Freude • [12] Komm doch, gib dein Leben • [13] Danke • [14] Wie ein klarer Wintermorgen | 25.5 | 16      | | Elisabeth Hammer | 1988 (?) | |
| | 25.5 | 17      | Freude, große Freude | ? | 1988 (?) | |
| ? | 25.5 | 17      | | ? | 1988 (?) | |
| | 25.5 | 18      | Sein Auge wacht | Lore Breuninger | 1988     | |
| [1] Bleibend ist deine Treu • [2] Er weidet seine Herde • [3] Sein Auge wacht • [4] Liebe so wunderbar • [5] Du hast so wunderbare Wege • [6] Jerusalem (Ich hab im Traum gesehen) • [7] Gott lebet noch • [8] Ich lege meine Hände • [9] Ich weiß, dass mein Erlöser lebt • [10] Ich bin schwach • [11] Bußlied (An dir allein hab ich gesündigt) • [12] Meine Zeit steht in deinen Händen | 25.5 | 18      | | Lore Breuninger | 1988     | |
| | 25.5 | 19      | Keine halben Sachen | Elisabeth Hammer | 1990 (?) | |
| [1] Sieh die Vögel • [2] Kein halben Sachen • [3] O Gnade Gottes, wunderbar • [4] Es gibt noch Hoffnung • [5] Ich will dir danken, Herr • [6] Komm, wirf dein Sorgen auf den Herrn • [7] Jesus Christus segne dich • [8] Hab keine Angst • [9] Der Schrei nach Frieden • [10] Kommt, ihr Hungrigen • [11] Und ich geh den Weg • [12] Gott hört dein Gebet (Wenn die Last der Welt) • [13] Ich habe Freude in dem Herrn • [14] Bleibe bei uns | 25.5 | 19      | | Elisabeth Hammer | 1990 (?) | |
| | 25.5 | 20      | Freude macht sich breit | Brigitte Herbster | 1989     | |
| [1] Das haben wir zu sagen (Dass Jesus der Herr ist) • [2] Sieh, hier bin ich, mein König • [3] Freude, Freude macht sich breit • [4] Gott gibt Mut zum Leben • [5] Sage doch Jesus all deine Sorgen • [6] Er hört dein Gebet (Gott hört dein Gebet) (Wenn die Last der Welt) • [7] Scheint es im Haus des Vaters • [8] Wie ein Blatt, vom Wind verweht • [9] Es steht in deiner Macht (Und du gleichst dem kleinen Kinde) • [10] Du darfst des Höchsten Stimme sein • [11] Was willst du mehr? • [12] Im Staub an der Straße • [13] Träumereien • [14] Geh unter der Gnade                                                           | 25.5 | 20      | | Brigitte Herbster | 1989     | |
| | 25.5 | 21      | Weitergehn | Elisabeth Hammer | 1990 (?) | |
| [1] Geh den Weg mit mir • [2] So ist Versöhnung (Wie ein Fest nach langer Trauer) • [3] Ich hebe meine Augen auf zu den Höhn • [4] Kommt und lasst uns fröhlich • [5] Der Herr ist mein Hirte • [6] Heute und morgen (Der Tag vergeht und kommt nie mehr zurück) • [7] Geh unter der Gnade • [8] Ein leiser Schimmer • [9] Wieder einmal • [10] Jesus Christ Is Coming Again • [11] Herr, lass dir danken • [12] Weitergehn | 25.5 | 21      | | Elisabeth Hammer | 1990 (?) | |
| | 25.5 | 22      | Wir haben das Wunder erfahren | Jugendchor ’90 | 1990 (?) | |
| ? | 25.5 | 22      | | Jugendchor ’90 | 1990 (?) | |
| | 25.5 | 23      | Meine schönsten Weihnachtslieder | Elisabeth Hammer 1 Hans-Gerhard Hammer                                                                                 | 1995     | |
| [1] Horch nur hin • [2] Kalender • [3] Am Weihnachtsbaum die Lichter brennen • [4] Alle Jahre wieder • [5] 24 Türchen • [6] Vom Himmel hoch, da komm ich her • [7] Leise rieselt der Schnee • [8] Sieh dein König kommt • [9] Es ist ein Ros entsprungen • [10] Auf der Straße nach Bethlehem • [11] Fröhliche Weihnacht überall • [12] Friede mit euch • [13] Süßer die Glocken nie klingen • [14] Freut euch von Herzen • [15] Kleines Lamm, sagt der Nachtwind (Siehst du nicht den Stern dort) • [16] Herbei, o ihr Gläubgen • [17] Freut euch, der Retter ist da • [18] Und dort in der Ferne • [19] Stille Nacht, heilige Nacht | 25.5 | 23      | | Elisabeth Hammer 1 Hans-Gerhard Hammer                                                                                 | 1995     | |

| Nummer | Nummer | Nummer  | Titel | Interpret                     | Jahr | Anmerkungen |
| Format | Format | Artikel | Titel | Interpret                     | Jahr | Anmerkungen |
| LP     | MC     | Artikel | Titel | Interpret                     | Jahr | Anmerkungen |
| ------ | ------ | ------- | --- | ----------------------------- | ---- | --- |
| 70     | 27.7   | 01      | Jesus gibt uns mehr | Team der Liebenzeller Mission | 1975 | Team der Liebenzeller Mission: Thomas Eger (Flügel, Orgel, E-Piano), Michael Lange (Gesang), Dick Leuvenink (Gesang), Reinhard Meier (Gesang, Gitarre), Hans-Heinrich Oertzen (Gesang, Trompete, Gitarre) |
| 70     | 27.7   | 01      | [1] Jesus, dich will ich ehren • [2] Wir sind nicht lang auf Erd • [3] Hast du dich schon gefragt, mein Freund • [4] Vorwärts, Christi Streiter • [5] Ich sage ja zu Gott • [6] Bald erscheint jener Tag • [7] Auf Geschwister, zu dem Streite • [8] Jesus gibt uns mehr • [9] Wir möchten Lieder singen • [10] Ich hab ihn treu erfunden • [11] Gibt es etwas andres • [12] Ich bin erstaunt • [13] Viele Menschen sagen, sie sei'n Christen • [14] Auf der Straße des Lebens geht Jesus mit | Team der Liebenzeller Mission | 1975 | Team der Liebenzeller Mission: Thomas Eger (Flügel, Orgel, E-Piano), Michael Lange (Gesang), Dick Leuvenink (Gesang), Reinhard Meier (Gesang, Gitarre), Hans-Heinrich Oertzen (Gesang, Trompete, Gitarre) |

| Nummer | Nummer | Nummer  | Titel                                                                                           | Interpret                                                   | Jahr | Anmerkungen                                                                                     |
| Format | Format | Artikel | Titel                                                                                           | Interpret                                                   | Jahr | Anmerkungen                                                                                     |
| LP | MC     | Artikel | Titel                                                                                           | Interpret                                                   | Jahr | Anmerkungen                                                                                     |
| --- | ------ | ------- | ----------------------------------------------------------------------------------------------- | ----------------------------------------------------------- | ---- | ----------------------------------------------------------------------------------------------- |
| | 30.0   | 04      | Bunter Liederladen Sing mit, lobe den Herrn ... – 70 neue Lieder für jung und alt Demo-Kassette | Brettheimer Kinderchor Elisabeth Hammer Hans-Gerhard Hammer | 1988 | Demo-Tonträger zum gleichnamigen Liederbuch, beides erschienen in Koproduktion mit Born-Verlag. |
| [1] Wenn ich morgens früh aufsteh • [2] Hell erstrahlt der neue Tag • [3] Abend wird es wieder • [4] Still geht der Tag • [5] Ob Tag, ob Nacht • [6] Lobet den Herren, ihr Völker • [7] Singt mit uns und klatscht in die Hände • [8] Die Liebe des Vaters • [9] Gott schuf den Menschen • [10] Ich will dir danken • [11] Singet dem Herrn ein neues Lied • [12] Halleluja, lobet den Herrn • [13] Lasst doch Gott ein Lob erklingen • [14] Vater, lass dir Danke sagen • [14] Singt dem Herrn nur eure Lieder • [15] Preis und Lob • [16] Himmel und Erde • [17] Hört das Singen • [18] Sing mit, lobe den Herrn • [19] Lobt und preiset • [20] Mond und Sterne • [21] Sonnenschein und Ferienzeit • [22] Weise mir, Herr, deinen Weg • [23] Durch alle Zeiten • [24] Einmal ja, einmal nein • [25] Wir sind noch kleine Leut • [26] Es gibt nur einen, der dich kennt • [27] Und ich geh den Weg zu Ende • [28] Ich habe einen, der mit mir geht • [29] Ich weiß mich geborgen • [30] Manchmal gibt es Stunden • [31] Komm, wirf dein Sorgen auf den Herrn • [32] Es gibt Tage • [33] Ich bin erlöst • [34] Gut und sicher kann ich bleiben • [35] Wie ein Kinderlachen • [36] Gott ist kein Traum • [37] Wie die Sonne, so hell • [38] Er ist da • [39] Komm doch • [40] Gehet hin in alle Welt • [41] Freunde, es ist jetzt höchste Zeit • [42] Gott braucht Leute • [43] Es gibt nur einen Gott • [44] Der eine sagt es lauter • [45] Hände hab ich • [46] Einmal in deinem Leben • [47] Selig sind die Verfolgung erleiden • [48] Alles, was wir haben • [49] Ich bin ein kleiner Christ • [50] Schau auf Gott • [51] Jesus saß und ruhte aus • [52] Es war ein Hirte • [53] Freude über Freude (Bartimäus-Lied) • [54] Viele Schritte • [55] Links, rechts, geradeaus • [56] Folge mir nach • [57] Vergesst nicht Gutes zu tun • [58] Die Freude am Herrn • [59] Lasst uns Gott ein Loblied singen • [60] Sei mir gnädig • [61] Jesus Christus spricht: Kehrt um • [62] Freut euch von Herzen • [63] Lasst uns singen und uns freun • [64] Immer wieder könnt ich singen • [65] Wann wird das sein? • [66] Lasst uns tanzen und jubilieren • [67] Horch nur hin • [68] Die Gabe Gottes ist das ewige Leben • [69] Freut euch, der Retter ist da | 30.0   | 04      |                                                                                                 | Brettheimer Kinderchor Elisabeth Hammer Hans-Gerhard Hammer | 1988 | Demo-Tonträger zum gleichnamigen Liederbuch, beides erschienen in Koproduktion mit Born-Verlag. |

| Nummer | Nummer | Nummer  | Titel | Interpret | Jahr | Anmerkungen |
| Format | Format | Artikel | Titel | Interpret | Jahr | Anmerkungen |
| LP | MC     | Artikel | Titel | Interpret | Jahr | Anmerkungen |
| --- | ------ | ------- | --- | --- | ---- | --- |
| 80 | 28.8   | 02      | Jauchzet dem Herrn, alle Welt Festliche Chor- und Bläsermusik | Astrid Steinbrenner (Sopran) Gerlinde Rauscher (Sopran) Paul Mühlschlegel (Tenor) Rainer Nauber (Bass) Chor der Martinskirche Kirchheim unter Teck Auswahlorchester aus Schwäbisches Kammerorchester Kirchheim unter Teck Ernst Leuze (Leitung) Martin Jödt (Leitung) Bläser des Gnadauer Posaunenbundes der Landesverbände Bayern, Niedersachsen-Bremen, Nordmark, Nordrhein-Westfalen und Württemberg Martin Jödt (Leitung) | 19?? | |
| 80 | 28.8   | 02      | Festlicher Ruf für Blechbläser und Pauken von Georg Friedrich Händel • Herr, unser Herrscher, wie herrlich ist dein Nam (Psalm 8) • Danket dem Herrn • Jauchzet dem Herrn, alle Welt! • Spanische Volksweise / Fels des Heils, geöffnet mir • Ich freue mich im Herrn • Nun lob, mein Seel, den Herren • Hymnus für vierstimmigen Bläserchor von Horst Wilm • Zeugen Jesu sind gesandt • König, gib uns Mut und Klarheit • Lobe den Herren, den mächtigen König der Ehren • Jesus Christus, König und Herr • Wer wird stehen, wenn die Mächtigen fallen • O Christenheit, sei hocherfreut | Astrid Steinbrenner (Sopran) Gerlinde Rauscher (Sopran) Paul Mühlschlegel (Tenor) Rainer Nauber (Bass) Chor der Martinskirche Kirchheim unter Teck Auswahlorchester aus Schwäbisches Kammerorchester Kirchheim unter Teck Ernst Leuze (Leitung) Martin Jödt (Leitung) Bläser des Gnadauer Posaunenbundes der Landesverbände Bayern, Niedersachsen-Bremen, Nordmark, Nordrhein-Westfalen und Württemberg Martin Jödt (Leitung) | 19?? | |
| 80 | 28.8   | 03      | Helle Posaunen | Bläser des Gnadauer Posaunenbundes unter der Leitung von Horst Wilm (Soloposaune); Andreas Woyke (Orgel) | 19?? | |
| 80 | 28.8   | 03      | Prelude • Wir glauben all an einen Gott • Allein Gott in der Höh • Jesus Christus herrscht als König • Christus, Mitte unsers Lebens • Nur mit Jesus will ich Pilger wandern • Auf Adlers Flügeln getragen • Psalm 37 (Befiehl du deine Wege) • Königskinder • Lobe den Herren, o meine Seele • Stimmt zu Gottes Ehren • Allemande • Jesus bleibet meine Freude • Der Herr ist gut, in dessen Dienst wir stehn • Welch ein Freund ist unser Jesus • Psalm 23 (Der Herr ist mein getreuer Hirt)                                                                                            | Bläser des Gnadauer Posaunenbundes unter der Leitung von Horst Wilm (Soloposaune); Andreas Woyke (Orgel) | 19?? | |
| 80 | 28.8   | 04      | Dich loben alle wir | Bläser des Gnadauer Posaunenbundes unter der Leitung von Horst Wilm Jean-François Michel (Solotrompete); Horst Wilm (Soloposaune); Andreas Woyke (Orgel) | 19?? | |
| 80 | 28.8   | 04      | Allemande aus BWV 1010 von Johann Sebastian Bach • Allein Gott in der Höh • Fuge aus BWV 577 von Johann Sebastian Bach • Herr Gott, dich loben alle wir • Gott fähret auf mit Jauchzen • Nun freut euch, lieben Christen gmein • Sicut locutus est aus dem Magnificat von Johann Sebastian Bach • Sinfonia • Aus tiefer Not schrei ich zu dir • Adagio aus BWV 1042 von Johann Sebastian Bach • Ach Gott, vom Himmel sieh darein • Allein zu dir, Herr Jesus Christ | Bläser des Gnadauer Posaunenbundes unter der Leitung von Horst Wilm Jean-François Michel (Solotrompete); Horst Wilm (Soloposaune); Andreas Woyke (Orgel) | 19?? | |
| 80 | 28.8   | 05      | Mit fröhlichem Munde | Bläser des Gnadauer Posaunenbundes unter der Leitung von Horst Wilm Jean-François Michel (Solotrompete); Peter Hahne (Sprecher) | 19?? | |
| 80 | 28.8   | 05      | Solo für Trompete und Posaunenchor • Wir möchten Lieder singen • Wir sind so froh, dass Jesus uns liebt • Ich will dich lieben, meine Stärke • Geboren, geboren • Komm zum Kreuz mit deinen Lasten • So nimm denn meine Hände • Geh aus, mein Herz, und suche Freud • Herr, deine Güte reicht so weit • Jesu Name nie verklinget • Singt unserm Gott • Glaube einfach jeden Tag • Was Gott tut, das ist wohlgetan • Wenn Friede mit Gott • Wohl denen, die da wandeln • Wachet auf, ruft uns die Stimme • B(läser)-B(ond)-S(üd)-A(frika)-Marsch                                           | Bläser des Gnadauer Posaunenbundes unter der Leitung von Horst Wilm Jean-François Michel (Solotrompete); Peter Hahne (Sprecher) | 19?? | |
| 980 | 28.8   | 06      | Kommt her zu mir | Bläser des Gnadauer Posaunenbundes unter der Leitung von Horst Wilm | 19?? | |
| 980 | 28.8   | 06      | Intrade • Kommt her zu mir, spricht Gottes Sohn • Gott will der Herr deines Lebens sein • Ein volles, freies, ewges Heil • Ich freu mich in dem Herren • Bourée • Stern, auf den ich schaue • Sicher in Jesu Armen • Nun jauchzt dem Herren, alle Welt • Staccatissimo • Auf, Christen, stimmt ein Loblied an • Englischer Hymnus • Drei Bagatellen • Mir nach, spricht Christus, unser Held • Allegro brillante • Lob und Dank • Mir ist Erbarmung widerfahren • Wenn nach der Erde Leid, Arbeit und Pein                                                                                | Bläser des Gnadauer Posaunenbundes unter der Leitung von Horst Wilm | 19?? | |
| | 28.8   | 10      | 4. Gnadauer Posaunentag, Böblingen 1984 | Bläser des Gnadauer Posaunenbundes unter der Leitung von E. Liebmann und R. Lührs | 1984 | Live-Mitschnitt der gleichnamigen Veranstaltung unter dem Motto „Freuet euch des Herrn – 50 Jahre Gnadauer Posaunenbund“ |
| | 28.8   | 11      | Lobt froh den Herrn 1. Landesposaunenfest des Gnadauer Posaunenbundes, Landesverband Bayern | Bläser aus dem Landesverband Bayern des Gnadauer Posaunenbundes unter der Leitung von Gerson Raabe Jean-François Michel (Solotrompete) | 198? | Live-Mitschnitt der gleichnamigen Veranstaltung                                                                          |
| | 28.8   | 12      | Freude, Freude über Freude Musik zu Advent und Weihnachten | Bläser des Gnadauer Posaunenbundes – Landesverband Niedersachsen unter der Leitung von Rolf Lührs | 19?? | |
| [1] Intrade • [2] Macht hoch die Tür • [3] Hoch tut euch auf • [4] Nun komm, der Heiden Heiland • [5] Tochter Zion (Tochter Zion, freue dich) • [6] Gottes Sohn ist kommen • [7] Andante cantabile von Antonio Vivaldi • [8] Wie soll ich dich empfangen • [9] Fröhliche Weihnacht • [10] Lobt Gott, ihr Christen (Lobt Gott, ihr Christen alle gleich) • [11] Nun singet und seid froh • [12] Süßer die Glocken nie klingen • [13] Stille Nacht (Stille Nacht, heilige Nacht) • [14] Jauchzet, ihr Himmel • [15] Vom Himmel hoch (Vom Himmel hoch, da komm ich her) • [16] Es ist ein Ros entsprungen • [17] Freuet euch, ihr Christen • [18] O du fröhliche | 28.8   | 12      | | Bläser des Gnadauer Posaunenbundes – Landesverband Niedersachsen unter der Leitung von Rolf Lührs | 19?? | |

| Nummer                                                 | Nummer | Nummer  | Titel                         | Autor Sprecher | Jahr | Anmerkungen |
| Format                                                 | Format | Artikel | Titel                         | Autor Sprecher | Jahr | Anmerkungen |
| LP                                                     | MC     | Artikel | Titel                         | Autor Sprecher | Jahr | Anmerkungen |
| ------------------------------------------------------ | ------ | ------- | ----------------------------- | -------------- | ---- | --- |
|                                                        |        |         |                               |                |      | |
|                                                        | 21.0   | 13      | Wie kann Gott alles zulassen? | Wilhelm Busch  | 19?? | Tonmitschnitt eines Vortragabends am 10.02.1966; Spätere Veröffentlichung unter leicht verändertem Titel: Wie kann Gott das zulassen? |
| Musiktitel: Wer wird stehen, wenn die Mächtigen fallen | 21.0   | 13      |                               | Wilhelm Busch  | 19?? | Tonmitschnitt eines Vortragabends am 10.02.1966; Spätere Veröffentlichung unter leicht verändertem Titel: Wie kann Gott das zulassen? |

| Nr. | Titel | Titel | Mitwirkende                                                                      | Jahr     | Anmerkungen |
| Nr. | Seite A | Seite B | Mitwirkende                                                                      | Jahr     | Anmerkungen |
| --- | --- | --- | -------------------------------------------------------------------------------- | -------- | --- |
| 001 | - Lass du mich stille werden - Dein sind wir, Jesus, Gottes Sohn                                                                        | - Meister, es toben die Winde - Du solltest auch in unsern Reihen stehen                                                                        | Seminarchor der Liebenzeller Mission*                                            | 19??     | Erschienen innerhalb der Singleschallplatten-Reihe Licht im Dunkel; * Bezeichnung auch: Brüderchor der Liebenzeller Mission |
| 002 | - Wie ein Strom von oben - Komm doch zur Quelle des Lebens                                                                              | - Der Herr ist unsre Stärke - Fragst du gar nichts danach                                                                                       | Seminarchor der Liebenzeller Mission*                                            | 19??     | Erschienen innerhalb der Singleschallplatten-Reihe Licht im Dunkel; * Bezeichnung auch: Brüderchor der Liebenzeller Mission |
| 003 | - Ich lag in tiefer Todesnacht (Ich steh an deiner Krippen hier)                                                                        | - Maranatha – Jesus kommt! - Jesus, mein Heiland, lebt                                                                                          | Seminarchor der Liebenzeller Mission*                                            | 19??     | Erschienen innerhalb der Singleschallplatten-Reihe Licht im Dunkel; * Bezeichnung auch: Brüderchor der Liebenzeller Mission |
|     | | |                                                                                  |          | |
| 005 | - Wem vertraust du? - Noch dringt Jesu frohe Botschaft                                                                                  | - Vater, dein Kind kann stille sein - Wache auf, hör den Ruf zum Licht                                                                          | Seminarchor der Liebenzeller Mission*                                            | 19??     | Erschienen innerhalb der Singleschallplatten-Reihe Licht im Dunkel; * Bezeichnung auch: Brüderchor der Liebenzeller Mission |
| 006 | - Und wollte alles wanken - Brüder, streuet guten Samen                                                                                 | - Herr, du weißt, wie arm - Wenn die Berge wanken                                                                                               | Seminarchor der Liebenzeller Mission*                                            | 19??     | Erschienen innerhalb der Singleschallplatten-Reihe Licht im Dunkel; * Bezeichnung auch: Brüderchor der Liebenzeller Mission |
| 007 | - Machet die Tore weit - O du mein Trost (O du mein Trost und süßes Hoffen)                                                             | - O auferstandner Siegesfürst - Das ist des großen Gottes Tat                                                                                   | Seminarchor der Liebenzeller Mission*                                            | 19??     | Erschienen innerhalb der Singleschallplatten-Reihe Licht im Dunkel; * Bezeichnung auch: Brüderchor der Liebenzeller Mission |
| 008 | - Jesus ist kommen - Die Welt steht im Umbruch                                                                                          | - Du meine Seele, singe - Gottes gewaltige Hand                                                                                                 | Seminarchor der Liebenzeller Mission*                                            | 19??     | Erschienen innerhalb der Singleschallplatten-Reihe Licht im Dunkel; * Bezeichnung auch: Brüderchor der Liebenzeller Mission |
| 009 | - Wir suchen Glück und Leben - Stimmt zu Gottes Ehren                                                                                   | - Halt ein, o Wandrer du - Gottes heilge Wahrheit                                                                                               | Seminarchor der Liebenzeller Mission*                                            | 19??     | Erschienen innerhalb der Singleschallplatten-Reihe Licht im Dunkel; * Bezeichnung auch: Brüderchor der Liebenzeller Mission |
|     | | |                                                                                  |          | |
| 021 | - Wir singen von Jesus - Jahre bracht ich zu in Eitelkeit                                                                               | - Wir sind junge Menschen - Wir sind ein Volk frei von Sünden                                                                                   | Gitarrenchor Zollern-Alb unter der Leitung von Wilfried Sauter                   | 1975 (?) | Koproduktion mit Jugend für Christus, dort erschienen unter Katalognummer Single JFC 508                                    |
| 022 | - Vergiss nicht zu danken (dem ewigen Herrn) - Freunde der Welt                                                                         | - Ich will folgen, Jesus, dir - Kurz nur ist die Zeit                                                                                           | Gitarrenchor Zollern-Alb unter der Leitung von Wilfried Sauter                   | 1975 (?) | Koproduktion mit Jugend für Christus, dort erschienen unter Katalognummer Single JFC 510                                    |
| 023 | Es ist jemand, der deine Lasten kennt                                                                                                   | Es ist jemand, der deine Lasten kennt | Eben-Ezer-Chor* unter der Leitung von Walter Rück Sigismund Schmidtke – Sprecher | 19??     | * Chor der Landeskirchlichen Gemeinschaft Eben-Ezer, St. Georgen im Schwarzwald                                             |
| 023 | - Es ist jemand, der deine Lasten kennt - Wenn du heute ganz allein und traurig bist - Hast du den rechten Kurs                         | - Sag Ja zu Gottes Wegen - Es eilt die Zeit (Jesus kommt bald, wirst du bereit dann sein)                                                       | Eben-Ezer-Chor* unter der Leitung von Walter Rück Sigismund Schmidtke – Sprecher | 19??     | * Chor der Landeskirchlichen Gemeinschaft Eben-Ezer, St. Georgen im Schwarzwald                                             |
|     | | |                                                                                  |          | |
| 051 | - Wunderbarer König - Lobe den Herren, den mächtigen König der Ehren - Warum sollt ich mich denn grämen - O. Gott, du frommer Gott      | - O Herre Gott, dein göttlich Wort - Mir nach, spricht Christus, unser Held - Herr Gott, dich loben alle wir - Du Friedefürst, Herr Jesu Christ | Posaunenchor des CVJM Dettingen an der Erms unter der Leitung von Hans Beck      | 19??     | Erschienen innerhalb der Singleschallplatten-Reihe Lobet den Herrn mit Posaunen mit Untertitel „Choräle“                    |
| 052 | - Großer Gott, wir loben dich - O dass ich tausend Zungen hätte - Allein Gott in der Höh sei Ehr - Herr, dir ist niemand zu vergleichen | - Wer nur den lieben Gott lässt walten - Harre, meine Seele - So nimm denn meine Hände - Jerusalem, du hochgebaute Stadt                        | Hornquartett des CVJM Dettingen an der Erms unter der Leitung von Hans Beck      | 19??     | Erschienen innerhalb der Singleschallplatten-Reihe Lobet den Herrn mit Posaunen mit Untertitel „Choräle“                    |
| 053 | Ehre sei Gott in der Höhe Advents- und Weihnachtslieder                                                                                 | Ehre sei Gott in der Höhe Advents- und Weihnachtslieder                                                                                         | Posaunenchor des CVJM Dettingen an der Erms unter der Leitung von Hans Beck      | 19??     | |
| 053 | - Wie soll ich dich empfangen - Macht hoch die Tür - Tochter Zion, freue dich                                                           | - Lobt Gott, ihr Christen, allzugleich - Fröhlich soll mein Herze springen - Was der alten Väter Schar - Ich steh an deiner Krippen hier        | Posaunenchor des CVJM Dettingen an der Erms unter der Leitung von Hans Beck      | 19??     | |
| 054 | - Intrade von Johann Christoph Pezel - Nun lasst uns Gott, den Herren                                                                   | - Jesus nur alleine - O. Gott, dir sei Ehre - Wir haben einen Felsen - Du meine Seele, singe                                                    | Bläser des Gnadauer Posaunenbundes unter der Leitung von Horst Wilm              | 19??     | Erschienen innerhalb der Singleschallplatten-Reihe Lobet den Herrn mit Posaunen                                             |
| 055 | - Wir singen von Jesus - Sollt ich meinem Gott nicht singen - Jesu, meine Freude (Jesu, meine Freude, meines Herzens Weide)             | - Ich bin durch die Welt gegangen - Wohin, o müder Wanderer - Noch dringt Jesu frohe Botschaft                                                  | Bläser des Gnadauer Posaunenbundes unter der Leitung von Horst Wilm              | 19??     | Erschienen innerhalb der Singleschallplatten-Reihe Lobet den Herrn mit Posaunen                                             |

| CD-Nr.  | Titel                                                      | Mitwirkende                                                | Jahr | Anmerkungen |
| ------- | ---------------------------------------------------------- | ---------------------------------------------------------- | ---- | ----------- |
| 929.525 | Nimm die Freude mit Lieder zur Advents- und Weihnachtszeit | Gitarrenchor der Pforzheimer Stadtmission                  | 1997 |             |
| 929.524 | Lob und Dank Posaunenklänge zum Genießen                   | Liebenzeller Studio Brass unter der Leitung von Horst Wilm | 1995 |             |